# Augustin de Hargues
 (septembre 2020).
Si vous disposez d'ouvrages ou d'articles de référence ou si vous connaissez des sites web de qualité traitant du thème abordé ici, merci de compléter l'article en donnant les références utiles à sa vérifiabilité et en les liant à la section « Notes et références ».
Pour le coureur cycliste français, voir Gabriel Hargues.
Augustin de Hargues d'Estivau, né en 1762 au château de la Jobtière à La Forêt-sur-Sèvre (Deux-Sèvres) et guillotiné à Rennes (Ille-et-Vilaine) en décembre 1793, est un chef vendéen durant la Révolution, chef de division dans l'Armée de Charles de Royrand, puis adjudant-général et membre du Conseil militaire de l'Armée catholique et royale de Vendée.

## Biographie
Fils de François René de Hargues, fermier général de la Jobtière — maison noble de la commune de La Ronde — et de Marie-Anne Richard de La Maisonneuve, il est le cousin- germain et beau-frère par alliance de François-Charles Tharreau.
Pourvu d'une bonne éducation et possédant de la fortune, il devient maire de Menomblet vers 1789.
Il s'engage dans les armées vendéennes dès l'été 1792 où il prend part, avec Baudry d'Asson et Delouche, à l'insurrection de Bressuire.

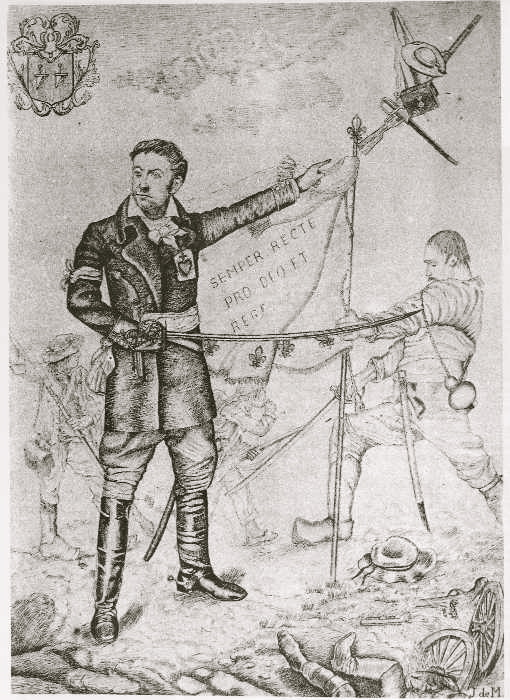
Dessin représentant Dehargues.

Après cet échec, il se réfugie en Anjou, chez des parents, les Cesbron. Arrêté, puis libéré par les insurgés vendéens le 21 mars 1793, il signe parmi les chefs vendéens qui élisent Cathelineau, générallissime.
De retour à La Châtaigneraie, il prend le commandement de cette place en août 1793. C'est à ce poste qu'il lit lui-même à sa troupe la proclamation de Goupilleau et Bourdon de l'Oise engageant les rebelles à livrer leurs chefs.
Il est chef de division dans l'Armée de Royrand, puis adjudant-général et membre du Conseil militaire de l'Armée catholique et royale.
Dehargues se distingue à Laval et à Antrain. Capturé lors de cette dernière bataille et retenu prisonnier, il est amené par les hussards à Rennes et guillotiné en décembre 1793. À ce sujet, la marquise de La Rochejacquelein écrit : « il sut mourir avec le plus grand courage, il criait Vive le roi quand le couteau tomba sur lui ».